# 装甲戦闘車両

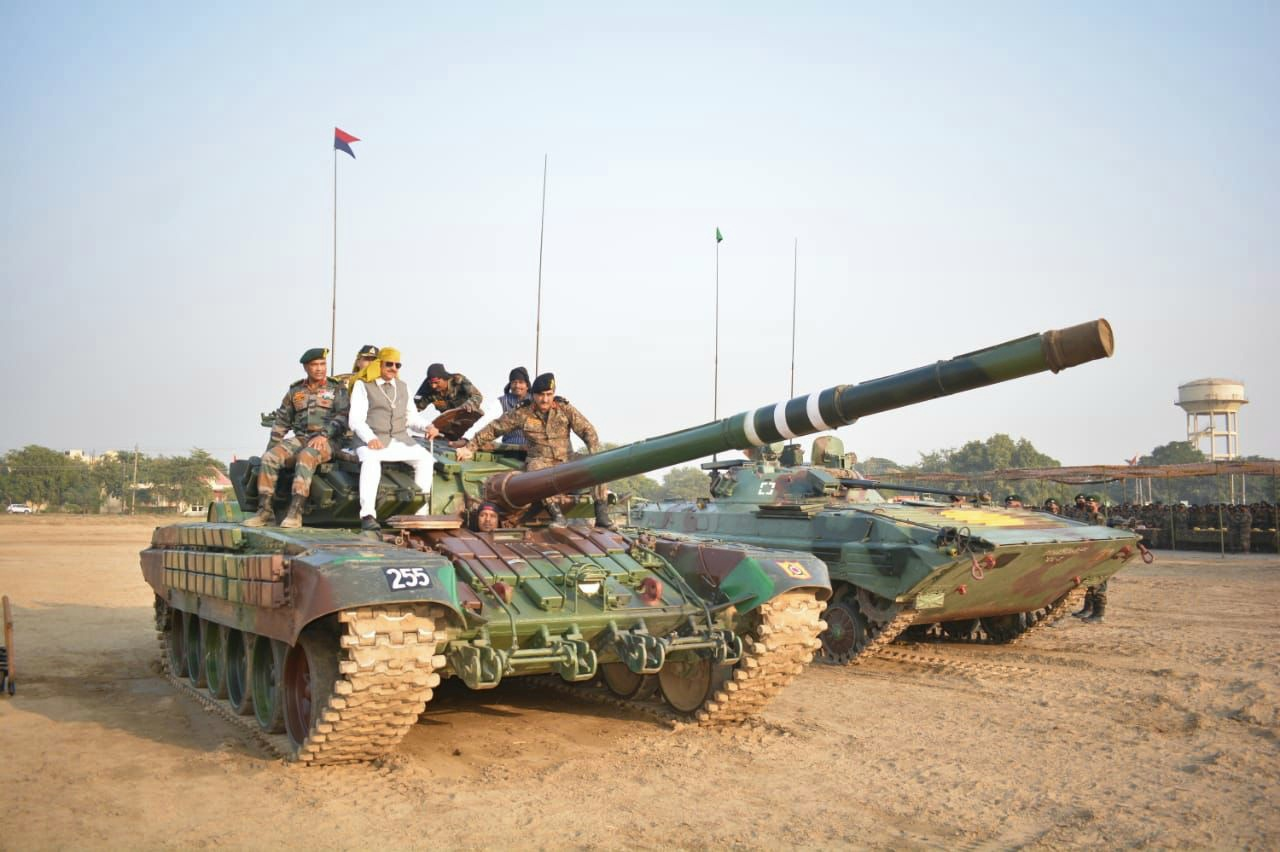
インド陸軍の装甲戦闘車両（T-72、BMP-2）

装甲戦闘車両（そうこうせんとうしゃりょう、英: armoured fighting vehicle、AFV）は、装甲化され、攻撃兵器を備えた戦闘用の軍用車両のことであり、戦車や歩兵戦闘車などが含まれる。
武装を持つことで戦闘能力を備えた車両である戦闘車両（せんとうしゃりょう、combat vehicle、CV、fighting vehicle、FV）は、その多くが装甲化されており、こういった車両の呼称のために語頭に装甲 (armoured) が付けられて装甲戦闘車両と呼ばれることになった。装甲車であっても固有の武装がなければ、装甲戦闘車両ではない。慣習的に「CV」は戦車のような重装甲戦闘車両を指し、「FV」は歩兵戦闘車のような比較的軽装の装甲を備えた戦闘車両を指す。
ジープやトラックのような無装甲車両 (softskin) に分類される車両は、たとえ火器を搭載しても装甲戦闘車両には含まれない。

## 耐弾性能
装甲戦闘車両に含まれる車種の範囲が広いため、その装甲強度は戦車砲や対戦車ミサイルに耐えられるレベルから、小口径のライフル弾や砲弾の破片に耐えるレベルまで様々である。
自衛隊においては装甲戦闘車の分類として、名称に「軽装甲」「装甲」が付く。軽装甲はおおよそ小銃弾クラスの対人火器や弾片に耐え得る程度、装甲は12.7 mmの重機関銃に耐え得る程度が基準といわれている。

## 兵器種別による分類
- 戦車
  - 主力戦車 (MBT)
  - 水陸両用戦車
  - 空挺戦車
  - 対空戦車
  - その他の戦車
- 自走砲
  - 自走榴弾砲 (SPH)
  - 自走対空砲
  - 自走対戦車砲/装輪戦車
  - 高射砲
- 装甲車
  - 装甲兵員輸送車 (APC)
  - 偵察戦闘車、戦闘偵察車 (CFV)
  - 装甲偵察車、偵察装甲車、偵察警戒車 (RV)
  - 他の軍用装甲車
    - 指揮統制車
    - NBC偵察車

  - 歩兵戦闘車 (IFV, ICV)
  - 砲兵トラクター
- その他
  - 装甲回収車
  - 戦闘工兵車
  - 軍用列車
  - 輸送起立発射機 (TEL)

## 走行駆動系別による分類
装軌車両（tracked vehicle）
キャタピラとして知られる無限軌道を走行装置として持ち、重い車体でも多様な地盤の上を進めるため、戦車のような重装甲の車両の多くがこの分類に属する。
走行系の軽微な被害・故障でも機動能力の全てが失われる危険があり、また、空輸や長距離の自力機動には適さない。

装輪車両（Wheeled vehicle）
ゴムタイヤを走行装置として持ち、比較的軽量や中程度の重量の車体で高速で長距離の路上機動ができるが、路外走行には軟弱地盤や段差、溝など地形の制約を受け、重量制限があるために装甲には限界がある。こういった制限の緩和のために6輪や8輪といった多輪駆動構成をとるものが多い。また、多くは装軌車両より軽量なため空輸に適する。歩兵戦闘車などのいくつかがこの分類に属する。
冷戦後の非対称戦闘に対応するため、21世紀からは多くの装輪型の装甲戦闘車両が開発・採用されるようになっている。